# Горан Гогић
Горан Гогић (Врбас 24. април 1986 — Ћингдао, 3. јул 2015) био је српски фудбалер. Играо је у везном реду.

## Клупска каријера
Каријеру је почео у Јединству са Уба, а играо је још за Чукарички Станком, Напредак из Крушевца, Јавор из Ивањице, Јагодину и Црвену звезду.
Са два последња клуба освајао је трофеје – најпре са Јагодином национални Куп 2013. године, а наредне сезоне и титулу првака државе са Црвеном звездом.
После освојене титуле са црвено-белима отишао је у кинески Ћингдао, где је на 15 утакмица уписао један погодак.
Преминуо је 3. јула 2015. године. Гогић је колабирао и изгубио свест после вечерњег тренинга, брзо је превезен у болницу, али су лекари само могли да констатују смрт, око 22 часа и 25 минута, после неуспешне реанимације.

## Трофеји
Јагодина
- Куп Србије: 2013.

Црвена звезда
- Суперлига Србије: 2013/14.